# Hans-Carl-von-Carlowitz-Nachhaltigkeitspreis
Der Hans-Carl-von-Carlowitz Nachhaltigkeitspreis wird von der „Sächsischen Hans-Carl-von-Carlowitz-Gesellschaft e. V. zur Förderung der Nachhaltigkeit“ an Menschen verliehen, die  im Sinne der Nachhaltigkeit in Politik und Gesellschaft hinein wirkten und wirken.

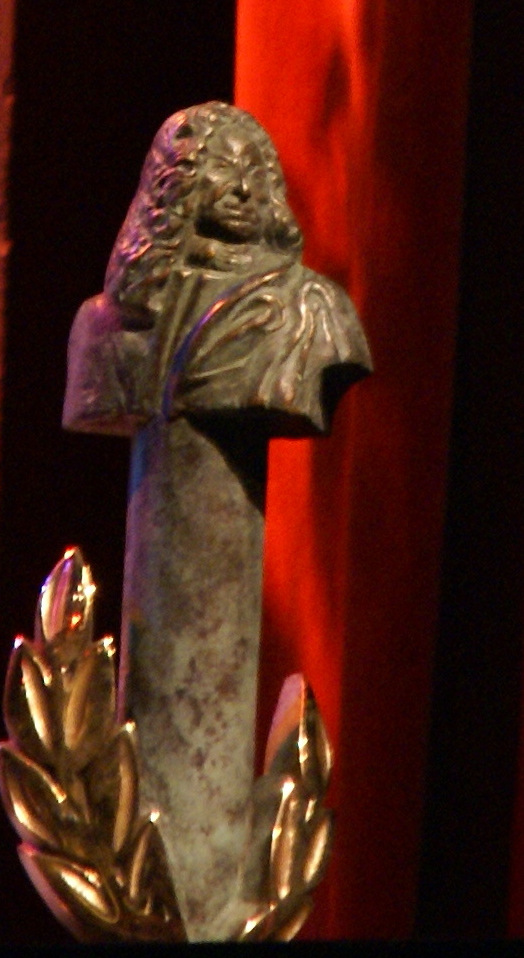
Der Preis, eine Plastik von Volker Beier.

Der Preis besteht aus einer Büste, auf der Hans Carl von Carlowitz auf einem Sockel bis zur Brustmitte modelliert ist. Neben dem Sockel entsprießt an der Basis beidseits je ein goldfarbener Laubzweig. Die Büste wurde von dem Künstler Volker Beier entworfen. Zur Büste wird eine Urkunde in einer Urkundenmappe überreicht. Er ist undotiert.
Die Preisverleihung ist in die Sächsische Nachhaltigkeitskonferenz der Gesellschaft im Chemnitzer Opernhaus eingebunden.

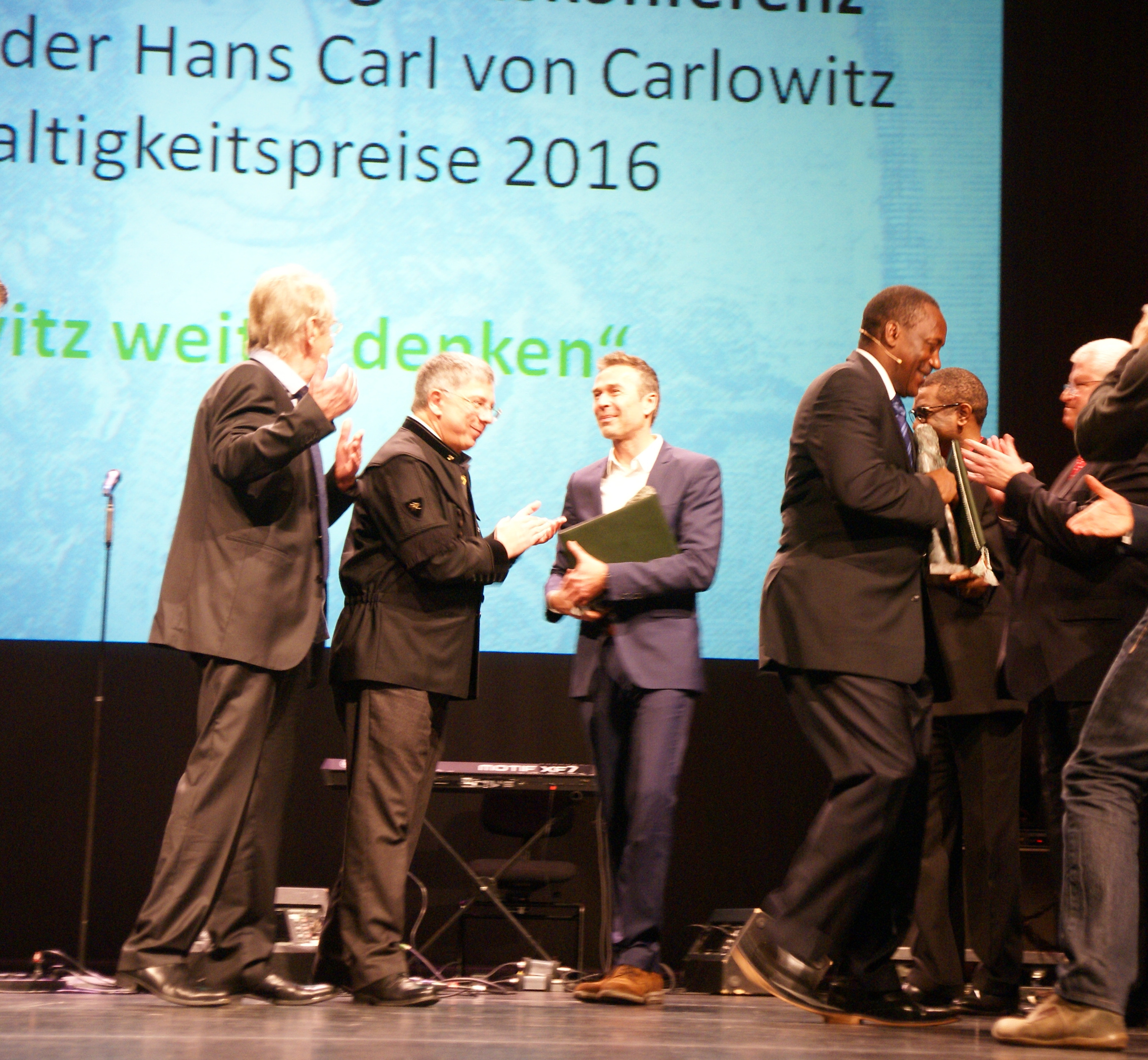
Preisverleihung 2016 an Kandeh K. Yumkella und Dirk Steffens.

## Preisträger
- 2013: Kurt Biedenkopf, Sächsischer Ministerpräsident a. D. und Klaus Töpfer, Bundesminister a. D., Exekutivdirektor des Umweltprogramms der Vereinten Nationen (UNEP) a. D.[1]
- 2014: Ulrich Grober, Journalist und Buchautor, und Ernst Ulrich von Weizsäcker, Co-Chair International Resource Panel und Co-President Club of Rome[1]
- 2015:
  - Kategorie National: Michael Succow, Träger des alternativen Nobelpreises
  - Kategorie Europa: Janez Potočnik, Slowenien, ehem. EU-Kommissar für Umwelt und EU-Kommissar für Wissenschaft
  - Kategorie International: Prinz Hassan ibn Talal von Jordanien[1][2][3]
- 2016: Am 28. Oktober 2016 in der
  - Kategorie International: Kandeh K. Yumkella, Sonderbeauftragter des Generalsekretärs der Vereinten Nationen für Erneuerbare Energien, UNIDO-Generalsekretär von 2005 bis 2013
  - Kategorie National: Dirk Steffens, Journalist, Moderator und WWF-Botschafter[4][5][6].
- 2017: Am 23. November 2017 in der
  - Kategorie International: Alberto Acosta Espinosa für seinen Einsatz um das Leitbild vom „Buen Vivir“, dem Zusammenleben der Menschen untereinander und mit der Natur
  - Kategorie National: Hans Joachim Schellnhuber, für sein Wirken um eine nachhaltige Klimapolitik[7]
- 2018[8]: Am 29. November 2018 in der
  - Kategorie International: Du Shaozhong für seinen Aktivismus mit dem Ziel einer ökologischen Zivilisation
  - Kategorie National: Hannes Jaenicke für seinen Einsatz für Umweltgerechtigkeit und den Erhalt der Artenvielfalt
- 2019[9]
  - Patricia Espinosa, Generalsekretärin der Klimarahmenkonvention der Vereinten Nationen
  - Marlehn Thieme, Vorsitzende des Rates für Nachhaltige Entwicklung (bis 2019)
  - Alexej Kokorin, Leiter des Klimaprogramms der WWF Russland
  - Greta Thunberg, Klimaaktivistin und Initiatorin der Bewegung Fridays for Future
  - Felix Finkbeiner, Initiator der Umweltschutzorganisation Plant for the Planet
- 2020[9]
  - Jane Goodall
  - Edoardo Ronchi
  - Peter Maffay
  - Ursula von der Leyen
- 2021[10]
  - Vandana Shiva
  - Gerd Müller, Bundesminister für Entwicklung und wirtschaftliche Zusammenarbeit
  - Klaus Bosselmann, Leiter des New Zealand Centre for Environmental Law
- 2022[11]
  - Jørgen Randers
  - Patricia Gualinga
  - Mojib Latif